# Алерсберг
Алерсберг (њем. Allersberg) град је у њемачкој савезној држави Баварска. Једно је од 16 општинских средишта округа Рот. Према процјени из 2010. у граду је живјело 8.084 становника. Посједује регионалну шифру (AGS) 9576113.

## Географија
Алерсберг се налази у савезној држави Баварска у округу Рот. Град се налази на надморској висини од 385 метара. Површина општине износи 59,7 km².

## Становништво
У самом граду је, према процјени из 2010. године, живјело 8.084 становника. Просјечна густина становништва износи 135 становника/km².

## Међународна сарадња
| Мјесто | Држава    | Врста сарадње | Од    |
| ------ | --------- | ------------- | ----- |
|        | Француска | партнерство   | 1985. |
| Извор  |           |               |       |